# Paracordyloporus moeranus
Paracordyloporus moeranus är en mångfotingart som beskrevs av Carl Graf Attems 1927. Paracordyloporus moeranus ingår i släktet Paracordyloporus och familjen Chelodesmidae. Inga underarter finns listade i Catalogue of Life.